# NGC 7798
NGC 7798 је спирална галаксија у сазвежђу Пегаз која се налази на NGC листи објеката дубоког неба.
Деклинација објекта је + 20° 45' 0" а ректасцензија 23h 59m 25,6s. Привидна величина (магнитуда) објекта NGC 7798 износи 12,3 а фотографска магнитуда 13,0. Налази се на удаљености од 32,6000 милиона парсека од Сунца. NGC 7798 је још познат и под ознакама UGC 12884, MCG 3-1-10, MK 332, IRAS 23568+2028, CGCG 456-9, KUG 2356+204, PGC 73163.